# Ginetta-Zytek GZ09S
Der Ginetta-Zytek GZ09S war ein Le-Mans-Prototyp der LMP1-Klasse, der von Zytek Engineering nach der teilweisen Fusion mit Ginetta gebaut wurde. Das Fahrzeug war eine Weiterentwicklung des Zytek 07S, dessen Karosserie für die LMP1-Vorschriften von 2009 geändert wurde.

## Entwicklungsgeschichte und Technik
Der GZ09S hatte den 4,5-Liter-ZJ458-V-Motor-V8-Saugmotor von Zytek mit 635 PS. Es wurde für das neue LMP1-Reglement entwickelt, das ab dem 24-Stunden-Rennen von Le Mans 2009 galt. Basis war der Zytek 07S, dessen Fahrgestell und Karosserie den neuen Regeln angepasst wurden.

## Renngeschichte
Vor dem Beginn der Le Mans Series 2009 gab Strakka Racing bekannt, zum ersten Mal in der LMP1-Klasse anzutreten und einen GZ09S sowohl bei der Le Mans-Series 2009 als auch bei den 24 Stunden von Le Mans einzusetzen. Danny Watts erzielte seine erste Pole-Position beim 1000-km-Rennen von Katalonien, der ersten Veranstaltung der Saison und dem Debüt des Autos. Im Rennen erreichte er gemeinsam mit Peter Hardman und Nick Leventis den fünften Gesamtrang.
Das Team schaffte den 14. Klassenrang in Le Mans, wogegen der LNT-GZ09S durch einen Riss der Kraftstoffleitung ausschied. Das ALMS-Team Corsa Motorsports setzte beim 2:45-Stunden-Rennen von Lime Rock eine Hybridversion des GZ09S ein, das erste Mal, dass ein Hybridauto in der Serie gefahren wurde. Das Debüt des Hybrids erwies sich als erfolgreich: Das Team belegte zur Überraschung seiner Fahrer Johnny Mowlem und Stefan Johansson den dritten Gesamtrang und das Fahrzeug lief während des gesamten Rennens zuverlässig. Corsa Motorsports nahm in dieser Saison an vier weiteren Veranstaltungen teil, wobei das Team das einzige ALMS-Team war, das den GZ09S einsetzte. Die Liste der Ginetta-Zyteks wurde erweitert, als der ehemalige Formel-1-Weltmeister Nigel Mansell bekannt gab, dass er am 1000-km-Rennen von Silverstone teilnehmen werde, dem letzten Rennen der Le Mans Series 2009. Sein Team klassierte sich auf dem 28. Gesamtrang und war damit das letzte der LMP1-Autos, das gewertet wurde.
Im Jahr 2010 waren Beechdean-Mansell Motorsport und LNT die einzigen Teams, die mit dem GZ09S in der Le Mans-Serie an den Start gingen. Das Team errang einen Klassensieg und den siebten Gesamtrang beim 1000-km-Rennen auf dem Hungaroring, einem Rennen, bei dem die ersten sechs Plätze ausschließlich mit LMP2-Autos besetzt waren, da die Teilnehmer der Spitzenkategorie (einschließlich des Mansell-Teams) eine Reihe von Unglücken erlebten. Mansell war zusammen mit seinen Söhnen Leo und Greg der einzige GZ09S-Teilnehmer bei den 24 Stunden von Le Mans 2010, wobei Nigel Mansell sein Debüt bei der Veranstaltung gab. Er hielt nur 17 Minuten durch, bevor er in der Mulsanne-Kurve durch einen Reifenschaden verunfallte und das erste Vater-Sohn-Gespann in der Geschichte von Le Mans sich zurückziehen musste. Obwohl das Auto technisch immer noch startberechtigt war, wurde es durch das neue LMP1-Reglement für 2011 im Wesentlichen überholt und erschien daher nicht mehr.